# Kîselivka, Camenița
Kîselivka (în ucraineană Киселівка) este un sat în comuna Velîkozalissea din raionul Camenița, regiunea Hmelnîțkîi, Ucraina.

## Demografie
Componența lingvistică a localității Kîselivka
     Ucraineană (98,91%)
     Rusă (1,09%)
Conform recensământului din 2001, majoritatea populației localității Kîselivka era vorbitoare de ucraineană (98,91%), existând în minoritate și vorbitori de rusă (1,09%).